# Дар'ївська сільська територіальна громада
Дар'ївська сільська територіальна громада —  територіальна громада в Україні, в Херсонському районі Херсонської області. Адміністративний центр — село Дар'ївка.
Площа громади —  км², населення —  мешканців (2017).
Утворена 2019 року шляхом об'єднання Лиманецької Бериславського району та Дар'ївської, Інгулецької, Микільської, Токарівської і Федорівської сільських рад Білозерського району.

## Населені пункти
До складу громади входять 15 сіл: Дар’ївка, Інгулець, Тельмана, Ясна Поляна, Микільське, Понятівка, Токарівка, Іванівка, Новотягинка, Федорівка, Ульяновка, Лиманець, Інгулівка, Вітрове, Чайчине.

## Російське вторгнення в Україну
5 липня 2024 року російські окупанти нанесли авіаудари 8 КАБами по Дар’ївській та Тягинській громадах – пошкоджено 33 житлові будинки.